# The Legendary Shuttle
Legendary Shuttle (tiếng Hàn: 전설의 셔틀; Romaja: Jeonseolui Syeoteul) là một bộ phim truyền hình hài hước đặc biệt với các diễn viên chính như: Seo Ji Hoon, Lee Ji Hoon, Kim Jin Woo, Choi Sung Min và Han Jae Suk. Bộ phim được phát sóng trên KBS vào ngày 2 tháng 10 năm 2016 vào lúc 22:40 giờ KST.

## Nội dung
Kang Chan (Lee Ji Hoon) chuyển từ trường trung học Myungsung ở Busan đến Seoul. Kang Chan được biết đến với sức mạnh chiến đấu của mình. Nhóm học sinh du côn tại trường mới của anh đã nghe đồn rằng Kang Chan đã đánh nhau với 17 học sinh khác tại Seoul. Seo Jae Woo (Kim Jin Woo) một học sinh mới cũng vừa chuyển đến từ trường trung học Myungsung. Anh đến cùng học chung trường với Kang Chan.

## Diễn viên
- Seo Ji Hoon vai Kang Chan
- Lee Ji Hoon vai Jo Tae Woong
- Kim Jin Woo vai Seo Jae Woo
- Choi Sung Min vai Kim Min Soo
- Han Jae Suk vai Sung Ho
- Kim Joon-Pyo vai Kim Joon Pyo
- Son Dong-Hwa vai Son Dong Hwa
- Jun Hyun Moo vai ông chú
- Yu Oh Seong vai thầy giáo
- Ryu Dam vai Big Guy
- Shim Jae-Ho
- Moon Yong-Il
- Jung Ji-Hwan

## Liên kết
The Legendary Shuttle trên HanCinema